# 種なしスイカ

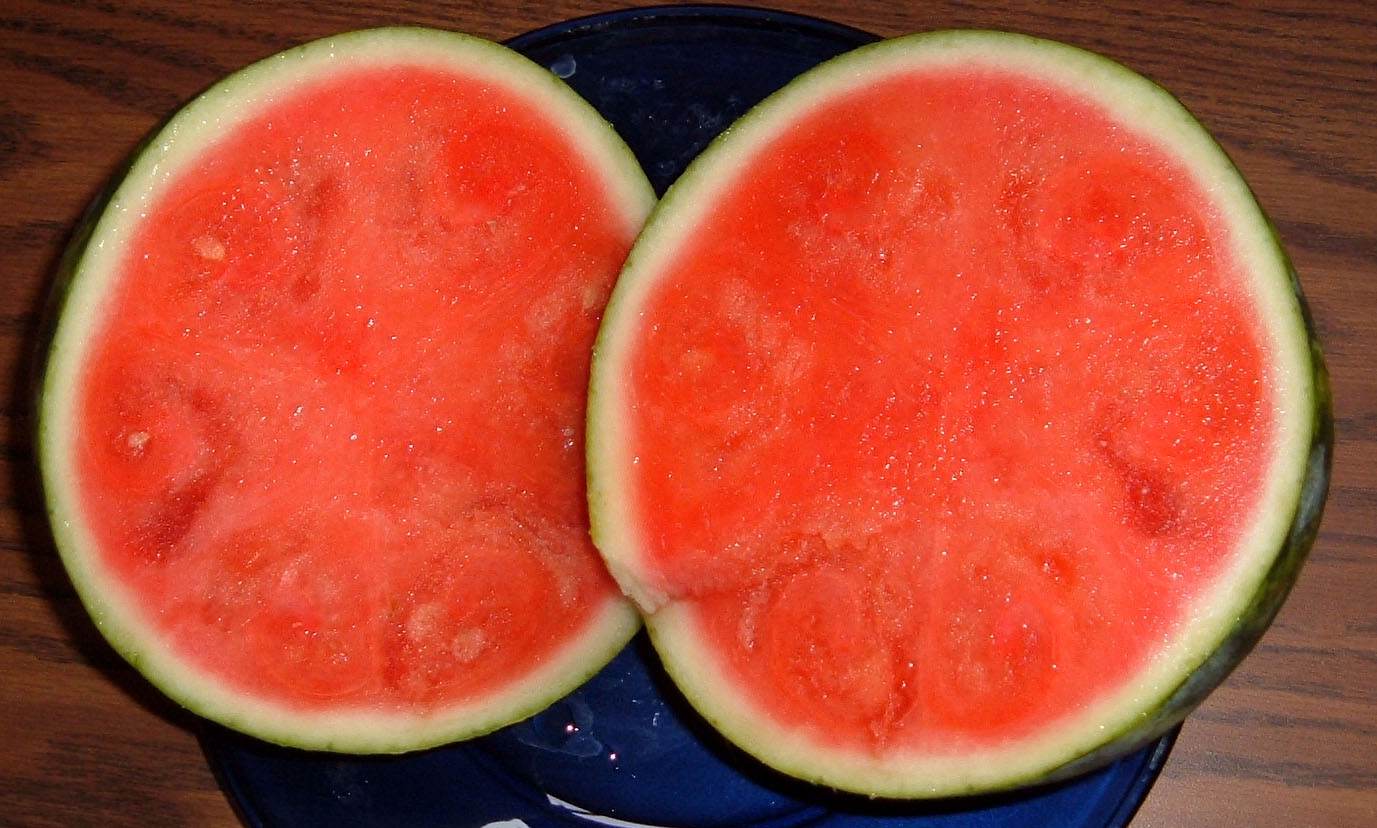
種無しスイカ

種なしスイカ（たねなしスイカ）とは、多くの種子を含むスイカの果実が種子を生成しないように処理されて出来たもの。

## 概要
スイカは本来二倍体である（染色体数2n）。二倍体スイカを発芽後にコルヒチン処理し、倍加させ四倍体（4n）にする。四倍体の雌しべに二倍体の花粉を授粉させ、三倍体（3n）の種子を作る。この三倍体を育て結実させると、種子が正常に発育しないため、種子のないスイカができる。
種なしスイカの栽培法を開発したのは、遺伝学者の木原均である。
日本で開発された栽培手法であるが、現在は栽培に手間がかかること（人件費が価格に反映される）、コルヒチンは有毒であること、食味などがやや劣り消費者に好まれないこと、一方でスイカから種を除去して食べる事を消費者がさほど厭わない事から、生産は非常に少ない。そのため新しい育成法も研究されている。
一方で東南アジアでは非常に人気が高く、栽培が盛んに行われている。人件費が低く栽培の手間が価格にあまり反映されない事と、飲料水の品質が非常に悪い地域が多く、果物を食すというよりも水の代わりとして食べられており、早急に喉の渇きを潤したい消費者にとっては、種を除去する手間が厭われたからである。